# 보홀 팡라오 국제공항

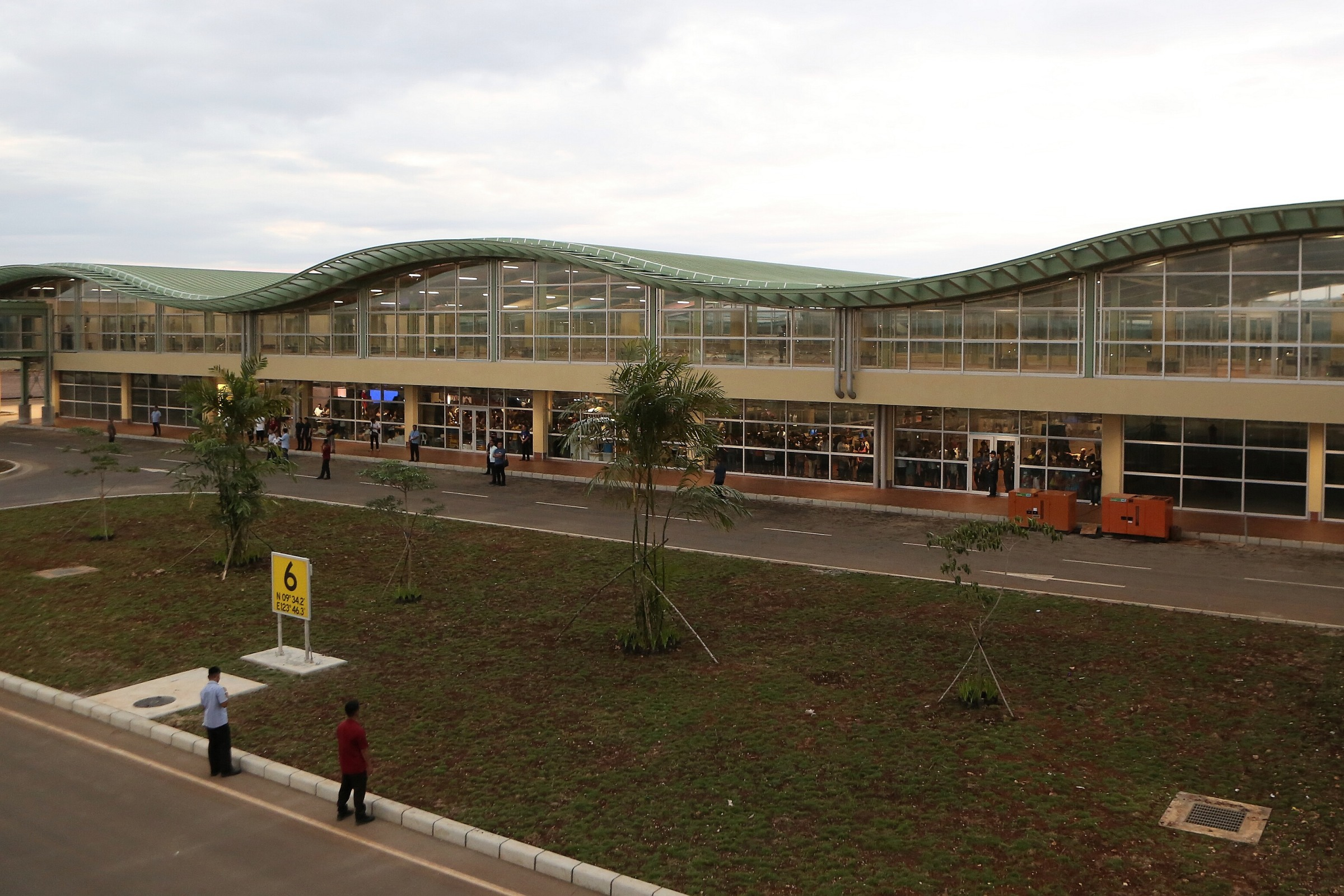
보홀 팡라오 국제공항 외관

보홀 팡라오 국제공항(IATA: TAG, ICAO: RPSP, 영어: Bohol–Panglao International Airport, 세부아노어: Tugpahanang Pangkalibutanon sa Bohol–Panglao, 필리핀어: Paliparang Pandaigdig ng Bohol–Panglao)은 필리핀 보홀주 팡라오섬에 있는 국제공항이다. 이 공항은 수십 년간의 계획과 3년간의 공사 끝에 2018년 11월 28일에 개항했으며, 관광으로 인해 보홀의 승객 교통량이 증가함에 따라 타그빌라란 공항을 대체했다. 이 공항은 국내선 여행객을 위한 타그빌라란과 보홀 본토의 나머지 지역으로 가는 관문 역할을 한다. 또한 국제 관광객을 위한 필리핀 중부로 가는 관문인 막탄 세부 국제공항에서 비행기로 1시간도 걸리지 않는다.
필리핀 최초의 생태 공항이자 국가의 녹색 관문으로 불리는 이 공항은 팡라오의 바랑가이 타왈라(Barangay Tawala)에 있는 230-헥타르 (570 ac) 규모의 부지에 위치해 있다.
공항은 국제선 노선이 있지만 필리핀 민간항공국에서는 1등급 국내 공항으로 분류된다.